# Municipio de Canton (condado de Bradford)
El municipio de Canton (en inglés: Canton Township) es un municipio ubicado en el condado de Bradford en el estado estadounidense de Pensilvania. En el año 2000 tenía una población de 2.084 habitantes y una densidad poblacional de 21.8 personas por km².

## Geografía
El municipio de Canton se encuentra ubicado en las coordenadas 41°37′00″N 76°52′30″O / 41.61667, -76.87500.

## Demografía
Según la Oficina del Censo en 2000 los ingresos medios por hogar en la localidad eran de $34,130 y los ingresos medios por familia eran $36,780. Los hombres tenían unos ingresos medios de $27,826 frente a los $19,970 para las mujeres. La renta per cápita para la localidad era de $15,013. Alrededor del 13% de la población estaban por debajo del umbral de pobreza.